# Islam Magomedov
Islam Kurbanovič Magomedov (in russo Ислам Курбанович Магомедов?; Myurego, 8 febbraio 1991) è un lottatore russo, specializzato nella lotta greco-romana. È stato vincitore della medaglia di bronzo ai Mondiali di Las Vegas 2015 e di quella d'oro ai Giochi europei di Baku 2015 nella categoria fino a 98 chilogrammi. Ha rappresentato la Russia ai Giochi olimpici estivi di Rio de Janeiro 2016, dove è stato eliminato dal turco Cenk İldem ai quarti di finale del torneo dei -85 chilogrammi.

## Palmarès
- Mondiali

Las Vegas 2015: bronzo nei -98 kg;
- Giochi europei

Baku 2015: oro nei -98 kg;
- Mondiali junior

Budapest 2010: oro nei -96 kg;
Bucarest 2011: oro nei -96 kg;